# Cathédrale de La Spezia
La cathédrale de La Spezia est une église catholique romaine de La Spezia, en Italie. Il s'agit de la cathédrale du diocèse de La Spezia-Sarzana-Brugnato.
Une première mise en compétition ayant réunie 92 propositions mène en 1929 à l'attribution du design final à Brenno del Giudice et Guido Cadorin qui conçoivent le plan central avec son dome. Le projet est approuvé haut la main par le gouvernement de Mussolini le 9 décembre 1931. La construction ne démarre qu'après la Seconde Guerre mondiale, en démarrant par la crypte de la cathédrale. Les architectes se succèdent devant un projet qui piétine. Giovanni Michelucci prend les rênes en 1959 et complète la structure circulaire. La première pierre de la cathédrale est officiellement posée le 19 octobre 1959. La cathédrale est inaugurée le 3 mai 1975,. 